# Catedral de San Jorge (Freetown)
La Catedral de San Jorge (en inglés: St. George's Cathedral) es un edificio religioso histórico de la Iglesia Iglesia Anglicana localizado en la ciudad de Freetown, capital del país africano de Sierra Leona. La iglesia fue una de las más grandes iglesias en Freetown, y tenía uno de los índices más altos de asistencia a la iglesia.
La construcción comenzó en 1817 y se terminó en 1828.